# Shaku (jednostka miary)
Shaku (jap. 尺 shaku) – tradycyjna, japońska jednostka miary o podstawowej długości ok. 30,3 cm. 

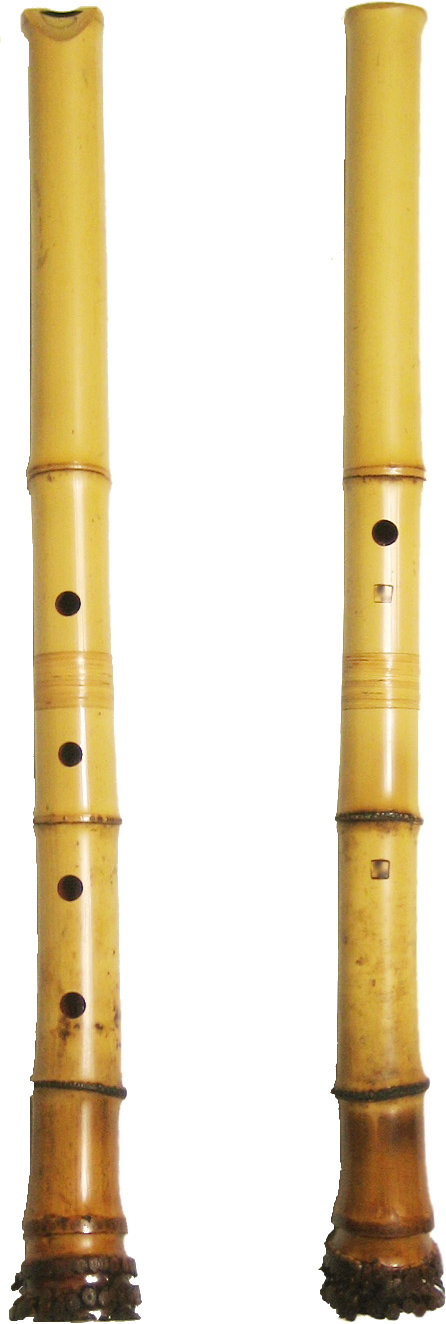
Shakuhachi

Jednostka ta w przeliczeniu na centymetry ma różną długość. Wynika to z różnic regionalnych oraz branży produkcji, rzemiosła, w której była lub jest używana.
Przykłady: 
- kane-jaku = ok. 30,3 cm (zwykłe, powszechne shaku);
- gofuku-jaku = 36,4 cm (używane niegdyś w mierzeniu tkanin);
- kujira-jaku = 37,9 cm (jak powyżej)[1].

W odniesieniu do innych jednostek:
- 1 shaku = 10 sun
- 6 shaku = 1 ken
- 10 shaku = 1 jō

Tradycyjny japoński bambusowy flet shakuhachi wywodzi swoją nazwę od standardowej długości wynoszącej: shaku i hachi (osiem) sun.
Miecze katana mające dwa lub więcej shaku długości (>60cm) to miecze długie – daitō (tachi). Te o długości głowni pomiędzy jeden a dwa shaku (30-60cm) to shōtō albo wakizashi, a krótsze niż jeden shaku (<30cm) to sztylet tantō.